# Marcus Ulpius Celerinus
Marcus Ulpius Celerinus (n.  ?) a fost un traducător de limba dacă al armatei romane care a trăit în secolele al II-lea și al III-lea e.n. El este atestat documentar de două inscripții găsite în Brigetio.

## Inscripție dedicatorie
O inscripție dedicatorie de pe un altar dovedește că Celerinus salariarius a făcut parte din Legio I Adiutrix pia fidelis Antoniniana, care avea tabăra principală în Brigetio, în provincia Pannonia Superior. El a ridicat altarul în cinstea lui Jupiter Optimus Maximus.
Semnificația titlului ocupațional salariarius este controversată. Acesta derivă din salarium („salariu”), dar poate fi interpretat în două moduri: pe de o parte, se presupune că salariarius era un ofițer de armată responsabil pentru stocarea și aprovizionarea armatei. Pe de altă parte, se interpretează, de asemenea, că termenul se referă la o persoană care nu a servit în mod regulat în armată, ci a fost plătită individual pentru servicii specifice, lucrând astfel „pe bază de onorariu”.
O datare poate fi dedusă din menționarea epitetului Antoniniana pentru legiune. Acest titlu onorific se referă la împăratul Caracalla, al cărui nume oficial a fost Marcus Aurelius Severus Antoninus și a cărui domnie unică a durat între 212 și 217 e.n. În consecință, András Szabó și Dan Deac, printre alții, datează inscripția la domnia sa. 
Baza de date epigrafică Clauss-Slaby și baza de date epigrafică Heidelberg consideră, de asemenea, posibilă o creare ceva mai târzie sub împărații Macrinus și Elagabal și datează altarul de dedicare în perioada 211–222.

## Inscripție pe sarcofag
O inscripție de pe un sarcofag dovedește că Celerinus a servit nu doar ca salariarius, ci și ca interprex Dacorum (traducător pentru dacă) în Legio I Adiutrix pia fidelis. Sarcofagul pare a fi mai vechi decât inscripția de pe el.
Marcus Ulpius Celerinus a pregătit sarcofagul pentru fiul său, Marcus Ulpius Romanus, care murise la vârsta de 35 de ani. Romanus servise ca soldat în Garda Pretoriană ca „primoscrinius” (formă alternativă a lui primiscrinius , tradus „șeful biroului”) al Prefecților Gărzii. Această ascensiune oferă un indiciu pentru datarea carierei sale și, prin urmare, și pentru datele vieții tatălui său, Marcus Ulpius Celerinus: pretorienii au fost recrutați exclusiv dintre locuitorii Italiei până în anii 190, când împăratul Septimius Severus a desființat Garda după preluarea puterii în 193 și a reorganizat-o cu soldați din patria sa pannonică.
În inscripția de pe sarcofag, Celerinus se descrie ca interprex Dacorum (în latină „interpres”: mediator, negociator, traducător, interpret). Istoricii au opinii diferite cu privire la motivul pentru care Legio I Adiutrix a avut nevoie de un interprex Dacorum în secolul al III-lea. Poate că a însoțit personalul armatei în timpul negocierilor de pace cu dacii la granițe sau cunoștințele sale au fost necesare în legătură cu o campanie împotriva sarmaților și dacilor.